# Andale
Andale est une municipalité américaine située dans le comté de Sedgwick au Kansas.
Lors du recensement de 2010, sa population est de 928 habitants. Située à environ 30 km de Wichita, la municipalité s'étend alors sur une superficie de 0,57 mille carré (1,48 km2).
Andale est historiquement desservie par le Missouri Pacific Railroad. Son nom résulte de la fusion des noms de famille Anderson et Dale.